# 鳳凰會
鳳凰會（英語：Order of the Phoenix），是J·K·羅琳所著的奇幻小說《哈利·波特》系列中，由鄧不利多於哈利·波特父親的時代所創立的一個秘密組織，目的是對抗第一次崛起的佛地魔及其黨羽食死人。
「鳳凰會」的名稱是源於該系列的第五部小說——《哈利波特：鳳凰會的密令》。在佛地魔重生後不久，阿不思·鄧不利多立即重組這個組織。該組織的總部地點位於布萊克家的大宅。霍格華茲大戰後，鳳凰會大部分成員戰死，僅一小部分存活了下來。

## 概要
在哈利·波特歷年的事件開始前——當佛地魔這角色向魔法世界宣戰時，霍格華茲的校長並作為一個正直而強大的魔法世界公民——阿不思·鄧不利多，他試圖透過創立鳳凰會以控制局勢。小說中的一些角色也都加入了該組織，以試圖阻止佛地魔再次接管魔法世界並建立一個強橫的新世界秩序。在此期間，鳳凰會於《哈利·波特与魔法石》的事件發生之前遭受重創，包括一些人物被謀殺，如普瑞家族、波恩家族和麥金農家族。隆巴頓一家也被貝拉·雷斯壯折磨至精神錯亂。
在該系列的開始時，佛地魔於首次恐怖管治期間謀殺了詹姆與莉莉·波特，並在《哈利波特》系列開始時企圖謀殺二人的兒子哈利·波特不果後便結束。由於咒語反彈到其身上，使佛地魔的力量被嚴重地削弱，結果由於沒有任何進一步的威脅，鳳凰會於是暫時解散了。
在《哈利·波特与火焰杯》臨近尾聲時，當哈利報告指佛地魔回歸的消息，鄧不利多於是重新啟動了鳳凰會。許多最初的成員都回歸崗位，也有新成員的加入，而這些新成員有效地取代了於第一次衝突中陣亡的人。在該系列的第四輯及第五輯小說之間的間隙中，鳳凰會於古里某街12號的天狼星·布萊克家族大宅中建立了他們的總部。鄧不利多作為鳳凰會的保密人，這意味著只有他才能把鳳凰會總部的位置透露予其他人。鄧不利多於第六輯小說的去世使該位置變得脆弱和容易受到攻擊，因此該位置被棄用，取而代之的是洞穴屋。
在第五輯小說中，當魔法部拒絕接受佛地魔回歸的事實，鳳凰會便作為跟佛地魔戰鬥的領導者。在《哈利·波特与凤凰社》中，一眾鳳凰會成員輪流守護著西碧·崔老妮的預言，該預言中提到了佛地魔的倒台與哈利在擊敗他的過程中所扮演的角色。霍格華茲的獵場管理員和鳳凰會的創始成員——魯霸·海格，他於美心夫人的陪同下試圖招募巨人加入鳳凰會的陣營。鳳凰會的一些成員還在小說接近尾聲時參與神秘事務司的一場戰鬥中。在《哈利·波特与“混血王子”》中鄧不利多去世的那個晚上，鳳凰會成員於魔法學校霍格華茲巡邏，並設法跟進入城堡的食死人作戰。
在小說系列的結局中，鳳凰會成員把作為食死人主要目標的哈利·波特從德思禮一家的避暑之家轉向護送至位於洞穴屋的衛斯理家。在小說的後期，當佛地魔成功接管魔法部後，一些鳳凰會成員主持了一個秘密的地下電台節目——《波特觀察（Potterwatch）》，當中提供佛地魔政權不希望讓魔法世界的普通民眾得知的魔法世界新聞。小說的高潮部分，鄧不利多的軍隊、霍格華茲教職員及年長的學生（包括史萊哲林學院的成員）的協助下，他們於霍格華茲大戰中跟食死人對戰，當中有幾名鳳凰會成員及其他盟友喪生。

## 成員
以下角色是佛地魔最初掌權期間，以及《哈利波特》系列主要事件之前幾年的鳳凰會的成員名單。這些角色中的許多人後來成為了復興鳳凰會的成員。

### 第一次建立的成員
| 序號 | 中文名字                | 英文名字                 | 性别 | 出生年 （逝世年）     | 簡介 | 倖存 |
| ---- | ----------------------- | ------------------------ | ---- | --------------------- | --- | ---- |
| 1    | 阿波佛·鄧不利多         | Aberforth Dumbledore     | 男   | 1884年                | 阿不思·鄧不利多的弟弟，豬頭酒吧的店主兼調酒師。鳳凰會初創成員。基於他的職位，他能夠獲取有關鳳凰會的有用信息。他於第七集收到哈利·波特雙面鏡的求救，便派遣家庭小精靈多比前往馬份莊園協助及營救，並幫助哈利、榮恩·衛斯理和妙麗·格蘭傑避開食死人，把三人帶到他的酒吧，並在《死神的聖物》中進入霍格華茲。在霍格華茲大戰期間，他還協助保衛了學校。參與霍格華茲大戰，擊敗了奧古斯都·羅克五（Augustus Rookwood）。 | 是   |
| 2    |                         | Alastor Moody            | 男   | 1925年 （1997年暑假） | 正氣師（Auror），綽號瘋眼穆敵，第一次巫師大戰期間的鳳凰會初創成員。他被阿不思·鄧不利多從退休中帶出來，但由於小巴堤·柯羅奇計劃於三巫鬥法大賽期間取代他教授黑魔法防禦術教授的職位，於是襲擊、囚禁和冒充他。他重新加入了復興的鳳凰會，於阿不思·鄧不利多身亡後成為第二任領袖。在「七個波特」行動中，他陪同偽裝成為哈利·波特的蒙當葛·弗列契（Mundungus Fletcher）到安全屋期間，被蒙當葛出賣，間接促成被佛地魔殺害。他的魔法義眼後來被食死人奪走，但後來被哈利取回。                                                          | 否   |
| 3    | 阿不思·鄧不利多         | Albus Dumbledore         | 男   | 1881年 （1997年6月）  | 鳳凰會的始創人及首任領袖，並在佛地魔重新掌權後恢復了它。數十年來的霍格華茲魔法與巫術學院校長，被認為是他那個時代最偉大的巫師，也是佛地魔唯一害怕的巫師。接骨木魔杖的擁有人，第六集於天文塔被賽佛勒斯·石內卜所殺，但實情是他自己要求石內卜把他殺死。 | 否   |
| 4    | 阿拉貝拉·費             | Arabella Figg            | 女   | 不詳                  | 鳳凰會初創成員，是個不能使用魔法的年長「爆竹」女巫，跟德思禮一家同住在小惠因區，並居於他們對面。實情是鄧不利多招募她以鄰居的身份於家中看顧著童年時代的哈利。在第五集哈利接受審訊時為他辯護作證。復興後的鳳凰會成員。 | 是   |
| 5    | 班吉·方維克             | Benjy Fenwick            | 男   | 不詳                  | 佛地魔第一次敗亡前被食死人炸成碎片，只能找回一點零碎的部分殘骸。 | 否   |
| 6    | 卡拉多克·迪尔伯恩       | Caradoc Dearborn         | 男   | 不詳                  | 第一次巫師戰爭中失蹤；推測被食死人殘黨秘密殺害。其屍體尚未被找到。 | 否   |
| 7    |                         | Dedalus Diggle           | 男   | 不詳                  | 鳳凰會初創成員，佛地魔第一次失敗時，在肯特郡放煙火。在得知他是鳳凰會成員之前，他跟哈利曾有過幾次見面，包括哈利入學前曾於街頭商店裏向哈利鞠躬，又在破釜酒吧歡迎哈利。 迪歌是先遣部隊的成員，作為哈利的保鏢，協助哈利逃離德思禮家；然後他協助德思禮一家逃離並帶到保護區，免受食死人攻擊。食死人後來於突襲中把他的房子燒掉了，然而迪歌安然無恙。 | 是   |
| 8    | 朵卡·麥道               | Dorcas Meadowes          | 女   | 不詳                  | 第一次巫師世界大戰期間，除了波特一家以外，唯一已知被佛地魔親手殺害的鳳凰會成員。 | 否   |
| 9    | 艾加·波恩               | Edgar Bones              | 男   | 不詳                  | 在第一次巫師世界大戰期間與他的妻兒一起被食死人謀殺。艾加·波恩是魔法部魔法執法部首長艾蜜莉·波恩弟弟。 他的侄女—蘇珊·波恩，是哈利於霍格華茲同屆的赫夫帕夫學院同學，也是鄧不利多的軍隊成員。 | 否   |
| 10   | 艾飛·道奇               | Elphias Doge             | 男   | 1881年                | 鄧不利多的老同學，綽號「狗喘」，他於第五集裡成為哈利的先遣守衛的一員；他於《預言家日報》寫了關於鄧不利多的訃告及追悼文各一篇，並在該系列的最後一輯裡推出書籍公開為鄧不利多的正直辯護。 | 是   |
| 11   | 伊美玲·旺司             | Emmeline Vance           | 女   | 不詳 （1996年7月）    | 鳳凰會初創成員。第五輯中協助哈利逃離德思禮家的先遣守衛的一部分。正如《》中所描述的那樣，食死人於1996年的夏天根據石內卜聲稱提供的信息把她殺害。然而，由於石內卜在《》中被透露一直替鄧不利多工作，這讓人懷疑他是否真的提供了可能用作殺害她的信息。 | 否   |
| 12   | 費邊·普瑞 和 吉昂·普瑞  | Fabian & Gideon Prewett  | 男   | 不詳                  | 茉莉·衛斯理的兄弟，而費邊是吉昂的弟弟。二人於第一次巫師世界大戰前遭五名食死人（包括安東寧·多洛霍夫）聯手殺害。 哈利於17歲生日時，茉莉把費邊的手錶送給他。 | 否   |
| 13   | 愛麗絲 和 法蘭克·隆巴頓 | Alice & Frank Longbottom | 夫婦 | 1960年                | 奈威·隆巴頓的父母，二人都是著名的正氣師（Auror），並於1981年「三度反抗」佛地魔，由於貝拉·雷斯壯正在尋找有關佛地魔下落的信息，她率領的一群食死人利用酷刑咒把二人折磨到精神錯亂以至發瘋的地步。自此愛麗絲與法蘭克就待在聖蒙果魔法疾病與傷害醫院的封閉式病房留醫至今，讓奈威由他的祖母—法蘭克的母親奧古斯塔·隆巴頓撫養長大。 | 是   |
| 14   | 詹姆·波特 和 莉莉·波特  | James & Lily Potter      | 夫婦 | 1960年 （1981年1月）  | 哈利·波特的父母，二人相識於霍格華茲。他們為保護哈利而被佛地魔殺害，佛地魔試圖殺害15個月大的哈利但不果。 | 否   |
| 15   | 馬琳·麥金農             | Marlene McKinnon         | 女   | 不詳                  | 根據伊果·卡卡夫的說法，她與其家人一起被食死人（包括）殺害。 | 否   |
| 16   | 蒙當葛·弗列契           | Mundungus Fletcher       | 男   | 不詳                  | 著名小偷和騙子，忠於阿不思·鄧不利多。由於阿不思·鄧不利多曾經幫助他「擺脫困境」，因此他也會把從魔法世界的犯罪分子那裡聽到的事情通知鄧不利多作為回報。他於《死神的聖物》中在不情願下被派往進行「七個波特」行動，當佛地魔追趕他時，使他驚慌失措得使用消影術至一個未知的地方，並留下瘋眼穆敵遭佛地魔殺害。他於《死神的聖物》中告訴哈利三人有關的下落。 | 是   |
| 17   | 彼得·佩迪魯             | Peter Pettigrew          | 男   | 1960年                | 曾經是詹姆·波特與莉莉·波特的好友，但背叛了二人給佛地魔，這導致了二人的死亡。他叛離鳳凰會，投奔食死人的行列。 他於流放期間為佛地魔效力並協助他重生，佛地魔為此獎勵他一隻魔法之手。在哈利宣布作為蟲尾的他欠下其救命之恩後，佩迪魯就被其魔法之手殺害。鄧不利多稱它為「最深層和難以穿透的魔法」。 | 否   |
| 18   | 雷木思·路平             | Remus Lupin              | 男   | 1960年                | 鳳凰會初創成員及復興後的成員，是一名狼人。他被派往保護哈利·波特的先遣部隊成員，因為他是哈利會認出並立即信任的人。他後來潛入地下狼人社區，以得知他們在大戰中的取態。 | 否   |
| 19   | 賽佛勒斯·石內卜         | Severus Snape            | 男   | 1960年 （1998年6月）  | 鳳凰會初創成員，原為食死人，哈利·波特父母的同學，兒時經常被詹姆·波特欺負，暗戀著莉莉·波特。在得知佛地魔打算消滅波特家—殺害莉莉·波特以得到年幼的哈利後，石內卜決定後投向鳳凰會，成為了鄧不利多對抗食死人的秘密特工，後來成為霍格華茲擔任魔藥學教授，並暗中保護莉莉·波特的獨生子哈利·波特。他為此在第二次巫師世界大戰中擔任了雙重特工，成為食死人的臥底。 第七集因被錯誤認為是接骨木魔杖的擁有人而被佛地魔及其蛇妖娜吉妮殺害，臨終前把自己的經歷與最後分靈體的真相告知哈利。其護法跟莉莉·波特同樣的是一頭雌鹿，那個他唯一愛過的人。 | 否   |
| 20   | 天狼星·布萊克           | Sirius Black             | 男   | 1960年 （1996年6月）  | 詹姆·波特的好友，哈利·波特的教父。他被指責為彼得·佩迪魯把詹姆與莉莉·波特的下落出賣給佛地魔，並謀殺了12名目睹了他們於街上對抗的麻瓜，因此他在未經審判就將他送進阿茲卡班，直到他在12年後逃脫。在此期間，他把佩迪魯背叛的真相暴露讓其教子哈利·波特得知。他繼續於復興後的鳳凰會中服務，並在戰鬥中幫助擊敗了兩名食死人。他在預言聽內的一場戰鬥中被他的表妹兼食死人貝拉·雷斯壯殺害。 | 否   |
| 21   | 史特吉·包莫             | Sturgis Podmore          | 男   | 不詳                  | 鳳凰會初創成員。他是魔法部的一名成員，職責為守護著預言，直至他因試圖闖入神秘事務司而被魔法部保安逮捕，他因此被判處到阿茲卡班入獄6個月。哈利、榮恩和妙麗推測魯休斯·馬份向他施展蠻橫咒。他於《鳳凰會的密令》中作為哈利的保鏢，並曾經向穆迪借去一件隱形斗篷，但再也沒有歸還。他參與了霍格華茲大戰。 | 是   |

### 第二次建立的成員
在佛地魔於《火盃的考驗》結尾回歸之後，以下這些新成員在鄧不利多復興鳳凰社後加入：
| 序號 | 中文姓名       | 英文姓名                       | 性别 | 出生年 （逝世年） | 簡介 | 倖存 |
| ---- | -------------- | ------------------------------ | ---- | ----------------- | --- | ---- |
| 1    | 亞瑟·衛斯理    | Arthur Weasley                 | 男   | 不詳              | 衛斯理家的父親，任職魔法部的禁止濫用麻瓜物品局主管，對哈利照顧有加。鳳凰會透過他來協助聯絡於《鳳凰會的密令》中相信鄧不利多與哈利說法的人。在《鳳凰會的密令》中，他在看守神秘事務司大門時被娜吉妮咬傷。他於《死神的聖物》中協助哈利從德思禮家搬到了洞穴居。在霍格華茲大戰中，他跟他的三子派西·衛斯理共同對抗派厄思·希克泥。 | 是   |
| 2    | 比爾·衛斯理    | William "Bill" Weasley         | 男   | 1970年            | 衛斯理家的長子，1997年6月的鄧不利多事件期間被焚銳·灰背咬傷，差點成為狼人，還好只是後來變得喜歡吃生肉。 跟花兒·戴樂古相戀並結婚，二人婚後同住在貝殼居，參與霍格華茲大戰。 | 是   |
| 3    | 查理·衛斯理    | Charlie Weasley                | 男   | 1972年            | 衛斯理家的次子，畢業後在羅馬尼亞研究龍。1995年夏天被指派招募外國鳳凰會成員。在霍格華茲大戰中，他跟赫瑞司·史拉轟一起率領增援部隊。 | 是   |
| 4    | 花兒·戴樂古    | Fleur Delacour                 | 女   | 1977年            | 在《火盃的考驗》期間，代表法國的波巴洞魔法學校跟哈利·波特一起參加三巫鬥法大賽。她畢業後加入鳳凰會，後來跟比爾·衛斯理結婚並同住貝殼居。在《死神的聖物》中，她協助哈利從德思禮家搬到了洞穴屋，及後於小精靈多比死後，於貝殼居照顧哈利與他的朋友們。她參與霍格華茲大戰，後來夫婦二人育有三個孩子。                             | 是   |
| 5    | 弗雷·衛斯理    | Fred Weasley                   | 男   | 1978年 （1998年） | 衛斯理家的四子，喬治的孿生兄弟。衛氏巫師法寶店店主之一，第五集時未離校不能加入鳳凰會，及後於第六集加入，第七集於霍格華茲之戰中英勇陣亡。 | 否   |
| 6    | 喬治·衛斯理    | George Weasley                 | 男   | 1978年            | 衛斯理家的五子，弗雷的孿生兄弟。衛氏巫師法寶店店主之一，第五集時未離校不能加入鳳凰會，於第六集加入。參與霍格華茲大戰。 | 是   |
| 7    | 哈利·波特      | Harry Potter                   | 男   | 1980年            | 榮恩·衛斯理及妙麗·格蘭傑的好友，並跟金妮·衛斯理相戀並結婚。 | 是   |
| 8    | 妙麗·格蘭傑    | Hermione Granger               | 女   | 1979年            | 哈利·波特及榮恩·衛斯理的好友，後來跟榮恩·衛斯理相戀並結婚。 | 是   |
| 9    |                | Hestia Jones                   | 女   | 不詳              | 第五集裡作為哈利逃離德思禮家的先遣守衛的成員，後來她跟迪達勒斯·迪歌於《死神的聖物》開首護送德思禮一家逃離免受食死人攻擊。黑絲霞驚訝地發現德思禮一家並不知道哈利於反伏地魔運動的重要性，後來向他們對這男孩的待遇提出質問。                                                                                                  | 是   |
| 10   |                | Kingsley Shacklebolt           | 男   | 不詳              | 原為追捕天狼星的正氣師，第五集裡作哈利的保鏢，瘋眼穆敵去世後成為鳳凰會的首領。 比爾與花兒的婚禮中及時派出鼬鼠護法並警告賓客得知食死人的到來； 第六集被魔法部派出以秘書身份保護麻瓜首相； 第七集裡陪同德思禮一家逃離，並參與霍格華茲大戰。 霍格華茲大戰後被任命為魔法部臨時部長，及後正式成為魔法部部長。                   | 是   |
| 11   | 麥·米奈娃      | Minerva McGonagall             | 女   | 1935年            | 鳳凰會初創成員、霍格華茲的副校長，葛萊芬多學院負責人，以及哈利·波特等人的變形學教授。 第七集裡參與霍格華茲大戰。霍格華茲大戰後接任石內卜成為校長至今。 | 是   |
| 12   | 茉莉·衛斯理    | Molly Weasley                  | 女   | 不詳              | 衛斯理家的母親，是個女巫，待哈利視如己出，照顧有加。第七集裡參與霍格華茲大戰。 | 是   |
| 13   | 奈威·隆巴頓    | Neville Longbottom             | 男   | 1980年            | 鳳凰會初創成員—法蘭克·隆巴頓與愛麗絲·隆巴頓的獨生子，哈利·波特等人的同學兼好友。第七集裡參與霍格華茲大戰。 | 是   |
| 14   | 及 雷木思·路平 | Nymphadora Tonks & Remus Lupin | 夫婦 | 不詳 （1998年）   | 路平為鳳凰會初創成員，而東施於鳳凰會初創時因太年輕而未能加入，後來於第二次建立時加入。二人結為夫婦並育有兒子泰迪·路平，在第七集的霍格華茲大戰中雙雙被安東寧·多洛霍夫殺害而陣亡。 | 否   |
| 15   | 榮恩·衛斯理    | Ronald "Ron" Weasley           | 男   | 1980年            | 衛斯理家的五子，哈利·波特及妙麗·格蘭傑的好友，參與霍格華茲大戰，後來跟妙麗·格蘭傑相戀並結婚。 | 是   |
| 16   | 魯霸·海格      | Rubeus Hagrid                  | 男   | 1928年            | 半巨人，鳳凰會初創成員，霍格華茲的奇獸飼育學教授，兼任獵場看守人及鑰匙管理員，哈利·波特、榮恩·衛斯理及妙麗·格蘭傑的好友，參與霍格華茲大戰。 | 是   |

## 著名成員
以下是鳳凰會著名成員。阿不思·鄧不利多、賽佛勒斯·石內卜、米奈娃·麥、魯霸·海格、天狼星·布萊克、雷木思·路平及弗雷與喬治·衛斯理有其頁面，而彼得·佩迪魯則列於食死人的條目之下。

### 花兒·戴樂古
花兒·戴樂古（英語：Fleur Delacour）是法國波巴洞魔法學校的學生，並被選為著名的三巫鬥法大賽的冠軍代表。在三巫鬥法大賽的魔杖檢查中發現，花兒魔杖的核心是由薇拉頭髮組成，那是源自其作為薇拉的外祖母頭上的一根頭髮。花兒從她那裡繼承了銀白色的頭髮、蒼白的眼睛、標緻的外表，以及迷惑男性的能力。
在三巫鬥法大賽期間，儘管花兒得到了男孩們的欽佩（尤其是榮恩），但她在一開始表現得冷漠和不友好。在三巫鬥法大賽的第二項任務中，她試圖從湖中救出她的妹妹佳兒·戴樂古（Gabrielle Delacour）但受到滾帶落的阻撓而失敗。當哈利把佳兒救出時，花兒感到非常感激，縱使她的妹妹並沒有真正的遇到危險，而她對哈利及霍格華茲都變得更加親切。由於花兒於最後一個任務中被擊昏，以致她在三巫鬥法大賽中獲得第四名。
隨後一年，花兒與三巫鬥法大賽期間認識的比爾·衛斯理一同於古靈閣工作，兩人後來訂婚了。二人婚後便一起居於貝殼居的新家庭之中。在接近尾聲的天文塔之戰中，比爾被狼人焚銳·灰背的襲擊而受到重創，然而，由於焚銳·灰背在襲擊的時候還處於人類的形態，比爾只遭到部分的狼人感染。茉莉·衛斯理由於比爾的狀況，她假設花兒不再希望嫁給比爾，使她在很大程度上不贊成花兒的決定，然而花兒堅稱他們的婚禮計劃不會改變，並自豪地宣稱比爾的傷口是勇敢的象徵。她對未婚夫的強烈而充滿愛意的忠誠為她贏得從前不贊成的大部分家庭成員的尊重（尤其是茉莉），她最終也承認二人的愛是真誠的。
在中，花兒和比爾參與護送哈利安全前往洞穴居的行動，而他們倆也目睹了瘋眼穆迪遭佛地魔殺害。這對夫婦於洞穴居舉行婚禮和婚宴酒會，但宴會被魔法部倒台後遭到食死人發動的襲擊而中斷。榮恩在哈利與妙麗尋找分靈體的過程中離隊，花兒和比爾讓榮恩留在他們身邊。這對新婚夫婦後來在他們在貝殼居的家照料從馬份莊園救出的三人與其他人，為眾人提供了一個安全的避風港。在霍格華茲大戰期間，比爾和花兒都是復興鳳凰會的戰鬥成員，並設法倖存下來。後來英國及法國魔法部均為她頒發了英勇勳章，以表彰她在霍格華茲大戰中的貢獻。
這對夫婦於大戰後育有三名孩子：薇朵兒（Victoire）、多米尼克（Dominique）以及路易斯（Louis）。

### 阿波佛·鄧不利多
阿波佛·鄧不利多（英語：Aberforth Dumbledore）是阿不思·鄧不利多的弟弟，兩人相差三歲，他也是魔法技能較弱的一個。因此，在他的兄長沉浸於相對成功的榮耀中，他通常被留在幕後。他的首次亮相於《火盃的考驗》的小說中，在他的父母去世和阿不思回家照顧不穩定的妹妹阿蕊安娜後，阿波佛與他的兄長和其兄長的朋友蓋瑞·葛林戴華德就他們建立新秩序的計劃發生爭吵，忽略了阿蕊安娜。葛林戴華德開始折磨他，導致三人展開決鬥，結果讓阿蕊亞娜意外死於其中一人之手。在阿蕊安娜的葬禮上，阿波佛公開質問阿不思並毆打他，打破他的鼻子。後來，阿波佛成為了豬頭旅館的老闆兼酒保，他以跟山羊有很強的親和力而聞名。他的護法咒以山羊的形式出現，並向哈利等三人講述了他小時候與妹妹阿蕊安娜一起餵山羊的經歷。阿波佛還因對山羊施以不恰當的咒語而接受加碼巫審（巫師高等法院）的審判。根據哈利於《鳳凰會的密令》中的描述，他的小酒館裡也有一股淡淡的山羊氣味。在改編電影中，可以看到一隻咩咩叫的山羊在酒吧後面走來走去。
阿波佛直至《死神的聖物》才擔任重要的角色，他在食死人抓到哈利、榮恩和妙麗之前把他們帶進其酒吧裡。阿波佛後來跟三人透露了一些他們不知道的有關於鄧不利多家族歷史的事實。在被關押在馬份莊園時，哈利從天狼星給他的雙面鏡的碎片中瞥見了阿波佛的眼睛，並呼喚阿波佛的協助。阿波佛從蒙當葛·弗列契那裡買下它的對應物，並從雙面鏡看顧著三人，並派遣多比前往馬份莊園營救他們和其他被囚禁的人。他喜歡多比，當聽說貝拉·雷斯壯殺害了牠，他感到很難過。
阿波佛容許抵抗戰士通過阿蕊安娜肖像的通道，那個從豬頭旅館通往霍格華茲萬應室的安全通道，那是霍格華茲裡唯一沒有人看守的入口。根據奈威·隆巴頓所述，這條通道是用於從霍格華茲疏散未成年學生的通道，當鄧不利多的軍隊成員住在萬應室時，他們也用這通道來獲取食物，因為這是萬應室不能做的一件事。阿波佛離開了鳳凰會，相信跟佛地魔的戰爭經已失敗。然而，他很快就加入了霍格華茲大戰，並最後一次出現於向奧古斯都·羅克五施展昏迷咒。根據羅琳的說法，阿波佛在戰鬥中倖存下來，並且仍然「在豬頭旅館，跟他的山羊玩耍」。

### 阿拉貝拉·費
阿拉貝拉·多琳·費（英語：Arabella Doreen Figg），更廣為人知的名字是費太太，她是一名爆竹，以麻瓜的身份過著臥底般的生活。當哈利與德思禮一家待在家裡時，她奉鄧不利多的命令偷偷地在暗中看顧著哈利。她是個契訶夫之槍，她在中首次被提及為看似微不足道的麻瓜鄰居，直至才被公開為魔法社區的一員。她對貓隻有著終生的熱愛，並對雜交貓與牠們的魔法變種—獅尾貓（Kneazle）中進行「好極了的生意」。在《鳳凰會的密令》中，她是鄧不利多在魔法世界與麻瓜世界之間的聯絡人之一。在《鳳凰會的密令》中，她在哈利跟他的表弟達力·德思禮被兩隻催狂魔襲擊後，向哈利提供幫忙，並向他展示自己的身份。她向哈利解釋指，她故意讓哈利跟她在一起不愉快，這樣德思禮一家就會繼續把他送到她身邊，儘管她寧願不這樣做。當魔法部試圖讓哈利因未成年使用魔法的法規（他施展了護法咒以保護自己和其表弟）而被開除出霍格華茲時，費太太於加瑪巫審的證詞對於讓哈利留在霍格華茲至關重要。然而，根據羅琳的說法，爆竹是無法看得見催狂魔。
在中，費太太出席了鄧不利多於霍格華茲舉行的葬禮。

### 蒙當葛·弗列契
蒙當葛·弗列契，綽號為頓格（Dung），在《哈利波特》系列的早期作品中順便提及過，然而直至《鳳凰會的密令》第二章，他才首次出現。蒙當葛被描述為一個「沒刮鬍子的矮胖子巫師，他長著一頭長而亂的薑黃色頭髮，帶著一雙佈滿血絲並鬆垮的眼睛，其雙腿短而彎曲，這讓他看起來像巴吉度獵犬般憂鬱」。他參與了許多非法活動，然而他似乎僅限於涉及相對輕微的犯罪，例如在黑市上贓物的盜竊及交易。鳳凰會許多成員對他有著很複雜的情感，但由於鄧不利多曾經讓他擺脫了嚴重的麻煩，因此他對鄧不利多非常忠誠。他的人脈關係讓他能夠聽到許多巫師世界的陰暗面裡流傳的謠言和信息，這可能有助於對抗佛地魔。
蒙當葛於《火盃的考驗》中被簡略提及，在魁地奇世界盃上食死人襲擊事件後，蒙當葛向魔法部提出保險索賠，要求提供一個帶有按摩浴缸的12個臥室的帳篷，而實際上他一直在以棍子支撐的斗篷下睡覺。作為鳳凰社的始創和復興成員，蒙當葛被分配到保護哈利先遣隊的職責，但他放棄了其崗位以進行一場黑幕交易，他為催狂魔留下一個關鍵的機會，讓它們設法通過這個機會攻擊哈利。在《混血王子的背叛》中，哈利於三根掃帚外發現蒙當葛試圖把天狼星的財產（現屬於哈利）賣給阿波佛，於是男孩們跟他對質。蒙當葛躲藏起來，但後來因在一次拙劣的搶劫中冒充陰屍（Inferius）而入獄。
在《死神的聖物》中，蒙當葛成功越獄，但具體情況尚不清楚。他被石內卜以混淆咒迷惑了，並向鳳凰會提出使用變身水和六個波特作誘餌的想法，並協助護送哈利離開小惠因區。他以作為波特的誘餌之一的身分跟瘋眼穆迪一起騎著掃帚，在小惠因區飛行的途中，當佛地魔本人現身時，他便逃跑了。怪角後來透露，他所偷走的財產包括了他從上一輯小說中偷去古里某街12號客廳裡的一個沉重的小金匣。那個小金匣就是史萊哲林小金匣的分靈體。後來哈利派遣怪角把蒙當葛活捉，他透露恩不里居在逮捕威脅下把史萊哲林小金匣從他手中奪走了。

### 阿拉特·穆迪
阿拉特·「瘋眼」·穆迪（英語：Alastor "Mad-Eye" Moody）也許是魔法世界中現代最著名的正氣師（Auror），他曾單槍匹馬地捕獲了眾多巫師罪犯。據說他獲允許殺死被他追捕的巫師，但他從未這樣做，除非他別無選擇。穆迪跟黑巫師戰鬥時失去了幾個身體部位—包括了左眼、左下腿和鼻子的一部分，使他的臉上傷痕累累；其個人也相當謹慎—有些人可能會說他偏執—因為他會拒絕吃或喝任何並非由他自己準備的東西。他擁有一枚可以360°旋轉並能看穿幾乎所有東西（包括牆壁、門、隱形斗篷和他自己的後腦勺）的魔法義眼，以取代他缺失了的眼睛。由於他需要使用義肢和步行杖，使他走路時看起來明顯跛行。他於霍格華茲的課堂上經常驚呼要時刻保持警惕，以鼓勵年輕巫師要提防著黑魔法，並在其辦公室裡放置了一些裝置以提醒他需要注意潛在敵人的存在。他從正氣師辦公室退休之前，他是小仙女·東施的導師，他直至去世前仍把她視為自己的學徒。
在中，穆迪於退休後為了協助鄧不利多而被任命為霍格華茲的新任黑魔法防禦術教授。然而在學期開始前不久，穆迪遭到小巴堤·柯羅奇的襲擊，後者以蠻橫咒制伏了他，並服用變身水來假裝他出現。小巴堤·柯羅奇讓真正的穆迪活著，作為變身水成份的來源及穆迪於霍格華茲位置的個人信息。眾所周知，穆迪習慣把自己的飲料放於其私人酒壺中，此讓小巴堤·柯羅奇能根據其需要而服用變身水以維持其偽裝而不會引起懷疑。
在哈利意外地從佛地魔的墓地之戰中活著回來後，穆迪（小柯羅奇）把哈利帶到其辦公室，問及他有關佛地魔與墓地裡發生的事情，並透露自己正在替佛地魔工作。正當他準備殺害哈利時，鄧不利多、麥教授和石內卜出現並阻止了他。由於小柯羅奇忽略了自己每小時服用變身水的需要，以致他變回了自己原來的樣子，並在吐真劑（Veritaserum）的影響下坦白了一切。最後鄧不利多從他的魔法行李箱中救出了真正的穆迪。
在中，真正的穆迪加入了復興後的鳳凰會，並帶領隊伍把哈利從小惠因區護送至古里某街12號。他出現於小說的高潮中，在得到石內卜的告密後到達神秘事務司的戰鬥。最後他還跟路平和東施一起出現向德思禮一家對待哈利的方式作出警告。穆迪只在中只是短暫地出現。在裡，穆迪被扮作波特誘餌的蒙當葛·弗列契遺下並且遭到佛地魔的殺害。鳳凰會無法恢復其身體，但後來他的魔法義眼被哈利發現安裝於桃樂絲·恩不里居辦公室的門上，以監視魔法部的員工。後來哈利厭惡以這種方式使用那隻眼睛並把它奪回來，並把它埋於一棵老樹下，以紀念瘋眼穆迪。

### 詹姆·波特
詹姆·波特（英語：James Potter），暱稱「鹿角（Prongs）」，是哈利·波特的父親和莉莉·波特的丈夫。詹姆在入讀霍格華茲時認識天狼星·布萊克、雷木思·路平及彼得·佩迪魯，當詹姆、天狼星和彼得發現雷木思實際上是個狼人的時候，他們三人透過非法學習而成為了化獸師（Animagi），以在雷木思在變身期間中安全地陪伴並控制著他。正是在這段時間裡，他們發現了霍格華茲幾乎所有的秘密通道並設計了劫盜地圖。據說，詹姆是葛萊芬多學院魁地奇球隊的天才球員。在的電影版本中，哈利與他的朋友們發現詹姆的名字以魁地奇球隊搜捕手的崗位列於一塊牌匾上；然而在一次採訪中，該小說的作者羅琳表示，她原打算讓他成為追蹤手。
羅琳把詹姆與哈利描述為具有相似的特質：同樣的瘦臉和雙手，同樣豎在背後凌亂的黑髮，和學齡時差不多的身高。然而，羅琳也將詹姆描述為相比哈利有淡褐色的眼睛和略長的鼻子。跟哈利一樣，詹姆通常被描述為一個忠誠的好朋友，他「認為不信任他的朋友是最大的恥辱」。小說中人物有時會對詹姆的性格作出負面的評價，羅琳對此評論指「詹姆身上有很多優點」。似乎在詹姆那個時代霍格華茲的學生們都很欽佩他，而老師們很尊重他的才華，而非他的行為。
然而詹姆的受歡迎程度並不普遍，因為他跟石內卜之間產生了互相仇恨。石內卜於該系列中不斷地告訴哈利指詹姆「非常自大」的人，天狼星有一次承認自己與詹姆有時可能是「傲慢的小傻瓜」，但「詹姆是從中成長起來（據說莉莉在他們七歲的時候就注意到了）」。在七年級的時候，詹姆成為了男學生長，而莉莉成為了女學生長。
在中，哈利從儲思盆中看到石內卜的記憶，那是15歲的詹姆與天狼星欺負石內卜的情景，哈利及後同意石內卜對其父親傲慢的評價。根據鄧布利多於中的說法，然而詹姆跟石內卜之間存在著競爭，這跟哈利與跩哥的並沒有不同。此外，路平告訴哈利指石內卜「從未失去詛咒詹姆的機會」。根據對羅琳的採訪，「詹姆斯一直懷疑著石內卜對莉莉有著更深厚的感情，這也是詹姆對石內卜如此行為的一個因素。」但是，當天狼星試圖把石內卜引誘到路平在狼人變身時所在的尖叫屋時，詹姆阻止他進入渾拚柳下的隧道，從而挽救了石內卜的生命；儘管這正如石內卜所指出的—使詹姆免於被學校開除。
從霍格華茲畢業後，詹姆不從事固定工作，他與莉莉和他的朋友們一起成為了鳳凰會的「全職戰士」，其家族的黃金能夠養活其一家，以及狼人身份讓他失業的路平。在一次採訪中，羅琳透露詹姆與莉莉曾被佛地魔邀請加入食死人的行列但遭拒絕，使其成為「甚至在他們十幾歲之前就對他們進行了一次打擊」。當其兒子哈利成為佛地魔的目標時，波特一家躲了起來，並任命佩迪魯為他們的秘密守護者。然而，在1981年10月31日，波特一家的行蹤被佩迪魯出賣，他們於高錐客洞的家在毫無徵兆地遭到佛地魔的襲擊。詹姆在阻止佛地魔時敦促其妻子帶著哈利逃跑，而他在沒有魔杖下被殺。
詹姆於中短暫地出現，當哈利的魔杖跟佛地魔相遇時，符咒倒轉（Priori Incantatem）的效果展示最近施放的咒語—就佛地魔的魔杖為例，最近被奪走的性命。透過使用重生石，他於的結尾作最後一次露面。
詹姆跟天狼星於《哈利·波特前傳》中的英雄，那是一個800字的故事，故事發生於哈利出生的三年之前。好友二人一起騎著天狼星的摩托車，因超速被兩名麻瓜警察追趕。當三個騎著掃帚的食死人飛向他們時，警察試圖把他們逮捕。詹姆與天狼星以警車作為障礙物，讓食死人撞上了它。最後，二人乘著摩托車飛走，逃離了警察的拘捕。

### 莉莉·波特
莉莉·波特（英語：Lily Potter），其娘家姓氏為伊凡，是詹姆·波特的妻子和哈利·波特的母親。她被描述為非常漂亮，有著令人吃驚的綠色杏仁狀眼睛，以及長長而濃密的深赤褐色秀髮。她是明星收藏家赫瑞司·史拉轟一直以來最喜歡的學生之一，史拉轟描述她為「活潑、迷人、大膽和非常風趣」，並憶述自己「經常告訴她指她應該到史萊哲林學院」。此外，史拉轟曾指莉莉是他教導過最聰明的學生之一，她在魔藥學方面具有天賦的直覺能力。莉莉是一個受歡迎的女孩，許多男孩對她有著浪漫的感覺，然而羅琳把她描述為「有點捉摸不透」。雖然莉莉是麻瓜出身，但她是一位極具天賦的女巫，在班上名列前茅，並在七年級的時候成為了女學生長。莉莉的妹妹佩妮·德思禮鄙視其姊是個女巫並視她為「怪胎」，儘管佩妮後來被揭露嫉妒其能力。羅琳表示，莉莉確實曾收到測試保密法規限制的警告信。莉莉的護法是一頭母鹿，這大概是為了配對詹姆化獸師的雄鹿形態（也是哈利的護法形態）。
哈利在見證了石內卜關於莉莉與詹姆在霍格華茲學生時代的回憶後，他認為莉莉討厭詹姆，但天狼星和路平向他保證指她並沒有；由於當時石內卜與詹姆互相討厭，儘管石內卜被分派到史萊哲林，但他仍是莉莉最好的朋友，他們指二人只是「出師不利」。當被問及如果莉莉討厭詹姆斯的話，莉莉跟他又如何墜入愛河時，羅琳證實了這一觀點。路平告訴哈利指，待詹姆成熟了，莉莉跟他於七年級的時候開始看到他。羅琳後來附和路平的話語，將其描述為詹姆不得不「淡化」他的一些「誇誇其談」的行為。二人從離開霍格華茲畢業後不久便結婚了，天狼星更成為了他們倆婚禮上的伴郎。
莉莉與石內卜在霍格華茲之前的舊情誼，加上石內卜從小就對莉莉懷有單思情愫的事實於中得到了充分的體現。羅琳表示，雖然莉莉如朋友般愛著石內卜，若石內卜沒有如此認真地投入黑魔法的話，她可能經已回報了那些浪漫的情感。石內卜跟莉莉的關係在霍格華茲的五年級便結束了，當時石內卜沉浸於被詹姆及天狼星詛咒的憤怒和羞辱之中，莉莉為他辯護後，石內卜便不假思索地稱莉莉為「麻種」，自此二人便不相往來。
離開霍格華茲後，石內卜成為了一名食死人，並把他無意中聽到的半個預言告知佛地魔，佛地魔認為所指的是莉莉與她的兒子哈利。由於擔心莉莉的性命受到威脅，石內卜加入到鳳凰會並成為鄧不利多的間諜，以換取希望鄧不利多對莉莉的保護。由於石內卜曾要求饒過莉莉的性命，佛地魔於殺害哈利前讓莉莉能夠退到一邊的機會，然而莉莉拒絕，使佛地魔把她殺害。她無私的愛之行為以兩種方式表現出來：當佛地魔試圖以殺戮咒殺害年幼的哈利時，咒語反彈使佛地魔失去其肉身。莉莉的犧牲為哈利提供了揮之不去的保護，使佛地魔無法觸碰他的身體。莉莉的犧牲為哈利提供保護的第二種方式出現於佩妮收留哈利之時。鄧不利多告訴哈利指，由於莉莉與佩妮具有血緣關係，他已把莉莉的保護範圍擴展至水臘樹街。當哈利於17歲成年的時候，這種保護便會結束。
儘管哈利跟其父親非常相似，但人們經常注意到他擁有莉莉的眼睛。鄧不利多曾經說過哈利最內在的本性跟他母親的更為相似。在1999年的一次訪談中，羅琳指：「哈利有著其父母的美好外表，但他擁有其母親的眼睛，這一點在未來的小說中非常重要。」該未來的小說所指的就是《死神的聖物》。在該小說裡石內卜死亡的場景中，他把其記憶交給哈利之後，對哈利耳語說著：「看…看…我…」。在石內卜的一段記憶中，據透露，鄧不利多於莉莉去世後說服石內卜保護哈利，並提到他的眼睛與他母親「一模一樣」的事實。他對哈利說的最後一句話只是希望在去世前看到莉莉的眼睛。
哈利已故的父母於該系列的小說中出現了五次（並不包括他們於魔法照片裡出現）。首先於《神秘的魔法石》中，哈利於意若思鏡看見詹姆和莉莉；其次，哈利於《火盃的考驗》跟佛地魔的鬥爭中，他們跟其他被佛地魔的魔杖殺害的受害者一起作短暫的出現；後來他們倆於《鳳凰會的密令》和《死神的聖物》中在石內卜的記憶中出現；最後於《死神的聖物》中，哈利走進禁忌森林準備作自我犧牲，決心讓佛地魔把自己殺了而不作抵抗的時候，哈利的父母走到他身邊，莉莉告訴他指他們為他感到多麼的自豪。
在丹尼爾·域卡夫進行的一次訪談中，羅琳透露莉莉·波特的娘家姓氏為伊凡（Evans），那是基於作家喬治·艾略特的真實姓名—瑪麗·安妮·伊凡（Mary Anne Evans）。

### 金利·俠鉤帽
金利·俠鉤帽（英語：Kingsley Shacklebolt）是一名資深正氣師，他在魔法部裡擔任鳳凰會的告密者。他在《鳳凰會的密令》中首次被介紹，當時他自願成為護送哈利從德思禮家到古里某街12號的先遣隊成員之一。金利負責於魔法部搜尋天狼星的蹤影；然而，他知道天狼星是無辜的，他也向魔法部提供天狼星正身處於西藏的虛假信息。他出現於第五輯小說的場景中，在毛莉·邊坑把鄧不利多的軍隊背叛給桃樂絲·恩不里居後，他在哈利面對著鄧不利多的軍隊事件時出現。金利迅速修改了毛莉的記憶，但為了避免受到魔法部的懷疑，鄧不利多在逃跑時也被迫對他施咒。
金利參與了神秘事務司的戰鬥中，並且似乎非常擅於決鬥，因為有人看到他同時跟兩個食死人戰鬥。然而，在天狼星被殺後，他繼續跟貝拉·雷斯壯決鬥，金利在此期間被一個導致「巨響」的咒語擊中，使他倒在地上「痛苦地大喊」。在《混血王子的背叛》中，新任魔法部部長盧夫·昆爵任命他偽裝成麻瓜首相辦公室秘書的身份來擔任首相的護衛。
在《死神的聖物》中透露，由於金利善於與麻瓜融為一體，而且他有著沉著冷靜的舉止，他似乎是德思禮一家所喜歡為數不多的巫師之一。在那輯小說中，金利跟其他鳳凰會成員首次一起把哈利從德思禮家帶到洞穴屋的安全屋。在小說的後來，當佛地魔推翻魔法部時，他及時設法利用他的護法咒—猞猁於比爾與花兒的婚禮上發出警告，讓婚禮上的賓客有機會逃脫。他繼續守衛著麻瓜首相，但最終被迫逃離。後來有人聽到他於海盜電台節目《波特觀察（Potterwatch）》中以化名皇家（Royal）來宣揚麻瓜與巫師的平等權利。在霍格華茲大戰中，他第一次被看到組織那些留下來戰鬥的人。後來他被看到他跟一個不知名的食死人決鬥，並最終跟米奈娃·麥和赫瑞司·史拉轟與佛地魔本人決鬥，但在貝拉·雷斯壯死後，佛地魔的怒火爆發了；金利及另外兩人被擊敗（沒有被殺）。隨著佛地魔去世和其傀儡統治者派厄思·希克泥被廢黜後，金利·俠鉤帽被任命為魔法部臨時部長。羅琳後來在一次訪談中透露，金利確實成為了新任魔法部部長，並對魔法部本身進行了徹底的改革。

### 小仙女·東施
小仙女·東施（英語：Nymphadora Tonks）是個變形師，也是個正氣師。她是泰德·東施（Ted Tonks）與美黛·東施的獨生女，而小仙女（Nymphadora）這名字的意思是「寧芙的禮物」，她一直看不起自己的名字，並且更喜歡別人單獨稱呼其姓氏。即使在婚後，她仍然寧願被同齡人稱呼為「東施」。她的母親是貝拉·雷斯壯及水仙·馬份的姐妹，因此她是二人的姨甥女，也是跩哥·馬份的表姐，然而她從不把他視作家人，暗示他為「馬份家的男孩」。
她被描述為「有一張蒼白的心形臉和一雙漆黑閃爍的眼睛」，通常被描繪有著能夠隨她心意而轉變的不同髮色。眾所周知，東施被認為是出了名的笨拙而且不擅長家務咒語。東施於霍格華茲時被分派到赫夫帕夫學院，並在哈利入讀前一年從霍格華茲畢業，之後她便開始了三年的正氣師訓練；在穆迪的指導下，她首次出現於《鳳凰會的密令》的前一年已獲得正氣師的資格。
東施與金利·俠鈎帽在魔法部充當了鳳凰會的間諜。她首先協助護送哈利從德思禮家到鳳凰會總部，後來又護送哈利至乘搭霍格華茲特快列車。東施後來在神秘事務部跟食死人戰鬥，期間被貝拉·雷斯壯擊傷，後來她不得不被送往聖蒙果醫院。在《混血王子的背叛》中，東施駐於活米村，並被指派守衛霍格華茲。哈利發現她一直很沮喪並且鮮有笑容，此外他還看到其頭髮呈灰褐色，而不是平常明亮的泡泡糖粉紅色。鄧不利多死後，東施跟雷木斯·路平墜入愛河，其護法也因此變成了狼的形態。路平起初不情願回報其愛意，並認為自己對她來說「太老、太窮和太危險」。她正因如此而陷入了抑鬱症，以致其魔法能力被擾亂，包括她隨意改變外表的能力。
然而在《死神的聖物》早段的時候，東施宣布於早前已跟路平結婚。後來在「七個波特」的行動中，東施陪同12名鳳凰會成員把哈利從德思禮家帶到洞穴屋。沿途她跟服用變身水的榮恩一同飛行，以讓食死人無法辨認真正哈利的蹤跡。在這場空中戰鬥中，東施再次跟貝拉·雷斯壯戰鬥，並把貝拉的丈夫—魯道夫·雷斯壯擊傷了。小說的後來，路平透露東施懷孕了。路平離開了她很短的一段時間，由於他相信透過他們的婚姻使東施成為被拋棄的人，若沒有他的話，他們未出生的孩子會過得更好，但在跟哈利激烈爭論後，他改變了主意並回到了東施的身邊。在第七部小說的四月，東施誕下了兒子泰迪·雷木斯·路平（Teddy Remus Lupin），並以其父親與丈夫的名字來為其兒子命名。在小說的結尾，路平夫婦二人參與霍格華茲大戰，但不幸地東施被貝拉·雷斯壯殺害，而路平被安東寧·杜魯哈所殺，因此讓泰迪成為孤兒，由他的外祖母美黛·東施撫養長大。在《死神的聖物》上映後不久的一次訪談中，羅琳承認她原本打算讓東施與路平於該系列的結局中倖存下來，但她認為自己於《鳳凰會的密令》中放過亞瑟·衛斯理後，她覺得不得不殺了他們。

### 亞瑟·衛斯理
亞瑟·衛斯理（英語：Arthur Weasley）是巫師家族衛斯理氏的長輩，由於衛斯理一家對麻瓜世界事物的興趣，以致被食死人視為「血統叛徒」。他跟茉莉·衛斯理結婚並育有七名孩子，當中包括跟哈利成為好朋友的榮恩。在霍格華茲的在學期間，亞瑟屬於葛萊芬多學院。當時的他被描述為又高又瘦，髮際線後移並戴著角框眼鏡的男生。他為人和藹可親且心胸寬廣，他在家裡往往不是權威人物；其妻子茉莉則負責那個部分。亞瑟在魔法部工作，最初任職於濫用麻瓜文物辦公室。他所在的部門缺乏資金贊助，而其薪金只能養活一個大家庭，讓他的家庭經濟不安穩。他著迷於了解麻瓜的習俗與發明，並擁有大量主要是麻瓜使用過之物品的收藏。
衛斯理先生首次出現於中，在霍格華茲二年級首個學期開始前的那個夏天，哈利與衛斯理一家待在洞穴居中。在這輯小說中，當看到哈利與榮恩駕駛著他的魔法汽車時，魯休思·馬份試圖詆毀亞瑟，並把湯姆·瑞斗的日記放進金妮的大釜中，這樣她就能打開密室，並為襲擊麻瓜出身者負上責任。然而，魯休思的詭計未能得逞，日記更被銷毀。
在的開首，亞瑟於抽獎中贏得巨額現金獎勵，並利用它帶全家到埃及度假。他們回來後，亞瑟認為哈利應該得知（他當時認為是）有關天狼星·布萊克的真相。亞瑟在中似乎並不完全相信哈利遭到德思禮一家虐待的事，直至他親眼目睹他們對哈利以及魔法世界的看法，並且在帶哈利參與魁地奇世界盃之前，看到他們如此急切地跟哈利告別，這讓他驚呆了。在的開首，衛斯理先生是鳳凰會的一員，他陪同哈利到訪魔法部。在魔法部守護著西碧·崔老妮預言的一次輪班中，亞瑟被佛地魔的寵物蛇妖娜吉妮攻擊。跟佛地魔有著思想聯繫的哈利於幻象中看到了這一點，並且能夠及時警告霍格華茲。亞瑟隨後及時獲救，並且被送往聖蒙果醫院，在那裡他完全康復。羅琳透露，在《鳳凰會的密令》原稿中，她曾計劃把亞瑟殺死。然而她改變了主意，指自己不能把亞瑟殺死，因為他是該系列中為數不多的好父親之一。但是，由於她「希望殺死父母」，她以路平和東施的性命來換取饒過亞瑟的命。在中，亞瑟已被擢升為「偵查和沒收偽造防禦法術和保護物品」的辦公室主任。
亞瑟最後出現於中，他陪同其兒子—作為「七個波特」之一的弗雷，作為把哈利從小惠因區轉移的先遣隊成員。後來亞瑟繼續於魔法部工作，但他的一舉一動都被追踪。當他發現榮恩跟哈利一起遠行而不是臥病在家時，衛斯理一家不得不躲藏起來。亞瑟再次出現於霍格華茲大戰，他在當中失去了其兒子弗雷，他跟另一兒子派西·衛斯理一起擊敗了派厄思·希克泥。

### 比爾·衛斯理
威廉·亞瑟·衛斯理（英語：William Arthur Weasley），暱稱為比爾（英語：Bill），是亞瑟·衛斯理與茉莉·衛斯理的長子，出生日期為1970年11月29日。他被描述為「勤奮」和「腳踏實地」，但有著「一點冒險」和「一點魅力」的愛好。比爾於霍格華茲的在學期間成為了級長和男生會主席，並獲得12科普等巫測（OWLs）認可的等級成績。後來，他被派往埃及的古靈閣銀行工作，擔任解咒師。
比爾於中首次全面亮相，他被描述為一個英俊的年輕人，有著一頭紮成馬尾辮的長長紅髮，並戴著一枚單齒耳環。在三巫鬥法大賽期間，當他跟和衛斯理太太到訪霍格華茲時，花兒「非常感興趣地」看著他。比爾後來回到英國工作，並於中跟鳳凰會合作。他於倫敦的古靈閣銀行總部跟在那裡工作的花兒重遇，給她上課以提高她的英語水平。他們倆經過一年的戀愛後訂婚了，比爾隨後帶他的未婚妻回家跟家人認識，然而他們並不認同花兒。
在接近尾聲時，比爾跟食死人於霍格華茲大戰中對戰，他在那裡遭到狼人焚銳·灰背的襲擊，讓他毀容了。由於焚銳·灰背於襲擊他的時候是以人類的形態，故比爾只是受到部分狼人（lycanthropy）感染—他臉上留下永久性的疤痕，以及對生牛肉有了後天的喜愛。花兒認為他的傷疤視為他勇敢的驕傲象徵，並堅信他們的婚禮能如期進行，這讓比爾的家人對這戀人的力量印象深刻。
比爾跟花兒於中參與把哈利安全護送離開德思禮家的行動，他們目睹了瘋眼穆迪遭佛地魔殺害，二人回到洞穴居時宣布此事。這對戀人在那裡舉行了婚禮，後來於貝殼居建立他們的家，並為哈利等三人以及其他人提供了一個安全的避風港。比爾與花兒於霍格華茲大戰中都是戰鬥成員，都在戰鬥中倖存下來。比爾和花兒後來有了三個孩子：薇朵兒（Victoire）、多明妮奎（Dominique）和路易斯（Louis）。

### 查理·衛斯理
查理·衛斯理（英語：Charlie Weasley），是亞瑟·衛斯理與茉莉·衛斯理的次子，出生日期為1972年12月12日。他有一張寬大而和藹可親的臉，略顯飽經風霜和長滿雀斑。其手臂肌肉發達，其中一根手臂有長長閃亮的燒傷傷疤。他被描述為擁有跟他的兄弟弗雷與喬治具相似的體型，相比比爾、派西和榮恩更矮並更壯。他在霍格華茲的時候是一名級長和魁地奇隊長，也是葛萊芬多魁地奇球隊的傳奇搜捕手。他作為搜捕手的技術如此出色，以至於有人說：「若他沒有去追龍的話，他本可以為英格蘭隊效力」。畢業後，查理選擇到羅馬尼亞與龍一起工作，擔任龍的守護者。
根據榮恩於裡的闡述，查理的身上還留有被火龍灼傷而留下的駭人傷疤。在中，哈利、榮恩和妙麗為了如何安置魯霸·海格所飼養的一隻非法孵化的挪威脊背龍蘿蔔而傷透腦筋時，榮恩於三人對話中曾提及查理曾經擔任馴龍者的經歷，促使哈利三人特地寫信委託查理幫忙收留蘿蔔。在中，查理是龍守護者團隊的一員，該團隊將四條不同品種的龍帶到霍格華茲的三巫鬥法大賽，作為首項任務的挑戰。
在佛地魔的第二次崛起期間，查理於鳳凰會裡的任務是試圖在國外爭取支持。查理於裡回到位於洞穴居的家，作為伴郎參與其兄長比爾的婚禮。他於進入霍格華茲大戰的後期跟霍格華茲教職員#赫瑞司·史拉轟並肩作戰，並率領守軍增援。他在戰鬥中倖存下來，沒有受到重傷。根據羅琳的說法，查理既沒有結婚也沒有孩子，因為他「更喜歡龍而不是女人」。

### 茉莉·衛斯理
茉莉·衛斯理（英語：Molly Weasley），其娘家姓氏為普瑞，是巫師家族衛斯理氏的長輩，她是七個孩子的母親，其中包括成為哈利·波特挈友的榮恩·衛斯理。茉莉出生於純血巫師家族普瑞，是費邊與吉昂·普瑞的姐姐。這個角色首次出現於之中，當時她親切地告訴哈利如何穿過9¾月台的屏障。在中，在她發現弗雷與喬治和榮恩駕駛他們父母的魔法汽車把哈利從把他關在房間裡的姨姨和姨丈手中救了出來後，她對兒子們的行為感到憤怒。在學年開始時，茉莉給榮恩寄來了一封咆哮信，憤怒地衝著他尖叫，因為他跟哈利再次駕駛其家庭的魔法汽車，而這次是到霍格華茲。在中，衛斯理一家贏得《預言家日報》的抽獎，並利用這些金幣到埃及探訪比爾·衛斯理。他們回到英國，並跟哈利和妙麗·格蘭傑一起住在破釜酒吧中。有一晚，哈利無意中聽到衛斯理夫婦爭論要告訴哈利有關天狼星·布萊克與哈利之間所謂的聯繫之真相，亞瑟認為哈利應該得知真相，然而茉莉認為真相會讓他感到害怕，並向他保證哈利於鄧不利多的保護下在霍格華茲會相當的安全，並指令派西·衛斯理在學校看顧哈利。
當哈利於到達洞穴居時，茉莉發現弗雷與喬治正在試驗他們所製作的危險糖果，並在前往魁地奇世界盃之前告訴他們離開；然而，當黑魔標記出現在世界盃營地的上空後，莫莉對弗雷與喬治大喊大叫感到不安，她擔心著自己如此可怕地對待他們之後，他們可能會發生甚麼事。在小說的高潮部分，茉莉和比爾來到霍格華茲作為哈利的親友賓客，觀看三巫鬥法大賽的第三項任務。佛地魔回歸後，鄧不利多邀請茉莉和比爾加入鳳凰會，並在即將到來的第二次巫師大戰中戰鬥。茉莉安慰著哈利，這是他有生以來第一次有人如母親般陪在他的身邊。
在中，茉莉與衛斯理一家住在古里某街12號的鳳凰會總部，她跟天狼星於那裡為了告訴哈利多少關於鳳凰社的行動而爭吵不休。數天後，茉莉被發現在客廳裡，帶著一個幻化成其家人與哈利的幻形怪，並坦白她的噩夢就是其更多的家庭成員死於佛地魔與食死人手上。
在的開首，茉莉跟比爾的未婚妻花兒·戴樂古發生了衝突；然而，在小說的最後，當茉莉跟其丈夫和花兒一起趕往霍格華茲照顧遭到食死人焚銳·灰背猛烈攻擊的兒子比爾時，當茉莉因為比爾的傷疤而草草得出結論指她將會跟比爾分手時，花兒非常生氣，並毫不含糊地讓她知道其傷疤提醒了比爾曾表現的勇氣。茉莉跟花兒出乎意料地擁抱並開始以更積極的眼光看待彼此。
茉莉跟亞瑟於的開首時以古里某街12號的鳳凰會總部不再安全為由，他們把洞穴居作為鳳凰會的總部。她對哈利等三人從霍格華茲休學的決定感到非常不舒服，並最初試圖勸阻他們不要這樣做。隨著小說的推進，這家人被迫前往牡丹姑婆的家避難。在小說的最後，茉莉跟衛斯理一家參與霍格華茲的戰鬥。她因其兒子弗雷的死亡而悲痛欲絕，當貝拉·雷斯壯以殺戮咒差點擊中金妮時，她的情緒被推到了邊緣。憤怒的她跟貝拉·雷斯壯展開了激烈的決鬥，其詛咒擊中雷斯壯的胸膛把她殺掉。羅琳曾表示，她讓茉莉殺死貝拉·雷斯壯的原因是為了展示莫莉作為女巫的巨大力量，並在茉莉的「母愛」與貝拉的「執著的愛」之間提供了對比。

## 敵人
- 佛地魔及食死人
- 催狂魔
- 巨人（由新頭目勾勾瑪帶領的巨人勢力）
- 禁忌森林的一群蜘蛛精
- （一群以捕捉純種叛徒、麻瓜後代和逃亡學生來賺錢的惡棍）
- 魔法部（魔法部長康尼留斯·夫子拒絕承認佛地魔重生期間，和其接班人盧夫·昆爵死後至佛地魔被打敗）

## 同盟
- 魔法部 （魔法部長盧夫·昆爵試圖爭取合作）
- 鄧不利多的軍隊
- 霍格華茲的大部分師生和部分家長
- 活米村居民 （第二次霍格華茲之戰時，活米村居民亦加入戰鬥）
- 巨人呱啦 （海格的弟弟）
- 鷹馬巴嘴及大群騎士墜鬼馬 （牠們曾協助攻擊佛地魔手下的巨人）
- 霍格華茲的家庭小精靈 （協助攻擊食死人）
- 人馬（射傷食死人）